# Ключиковское сельское поселение (Смоленская область)
Ключиковское сельское поселение — упразднённое муниципальное образование в составе Угранского района Смоленской области России.
Административный центр — село Баскаковка.
Образовано законом от 28 декабря 2004 года. Упразднено законом от 25 мая 2017 года с включением всех входивших в его состав населённых пунктов в Всходское сельское поселение.

## Географические данные
- Расположение: южная часть Угранского района
- Общая площадь: 136,74 км²
- Граничит:
  - на севере — с Угранским городским поселением
  - на северо-востоке — с Желаньинским сельским поселением
  - на востоке и юге — с Калужской областью
  - на юго-западе — с Арнишицким сельским поселением
  - на северо-западе — с Всходским сельским поселением
- По территории поселения проходит автодорога Угра — Зинеевка.
- По территории поселения проходит железная дорога Вязьма—Занозная, станции: Вертехово, Баскаковка, о.п. 73-й км, Завальный.

## Население
| 2011 | 2012 | 2013 | 2014 | 2015 | 2016 | 2017 |
| ---- | ---- | ---- | ---- | ---- | ---- | ---- |
| 482  | →482 | ↘470 | ↘461 | ↘450 | ↘438 | ↘413 |

## Населённые пункты
На территории поселения находятся 11 населённых пунктов:
- Село Баскаковка — административный центр
- Баскаково, деревня
- Вертехово, деревня
- Дворище, деревня
- Завальный, станция
- Ключики, деревня
- Лесничество, посёлок
- Новинка, деревня
- Ново-Милятино, посёлок
- Селище, деревня
- Яненки, деревня

## Экономика
Предприятие по заготовке и обработке леса.